# Ossages
Ossages település Franciaországban, Landes megyében. Lakosainak száma 493 fő (2022. január 1.). Ossages Habas, Mouscardès, Tilh, Baigts-de-Béarn, Puyoô, Ramous és Saint-Girons-en-Béarn községekkel határos.

## Népesség
A település népességének változása:
| Lakosok száma | 520  | 423  | 386  | 449  | 490  | 502  | 504  | 501  | 499  | 493  |
|               | 1968 | 1982 | 1990 | 2006 | 2013 | 2015 | 2017 | 2019 | 2020 | 2022 |